# 성실성
성실성(영어: conscientiousness)은 사람의 성격 및 인성을 표현하는 말 중의 하나로, 세심하고 면밀하며, 부지런한 성격을 나타낸다.  이것을 가진 사람은 어떤 일을 잘 해내는 욕구를 갖고, 다른 사람에 대한 의무를 심도있게 갖는 특성을 가진다.  또한 보다 효율적이고, 조직력이 뛰어나며, 편의주의나 무질서한 것과는 대조된다.  자기 절제와 의무를 잘 해내는 것 그리고, 성취하기 위해 목표를 삼고, 계획을 갖고 행동하는 특성이 있다.  일시적, 즉흥적, 의존적인 것과 대조된다. 
성실성은 5요인 모델과 HEXACO 성격 모델의 5가지 특성 중 하나이며, 전통적으로 성격을 갖는 것의 한 측면이다. 성실한 개인은 일반적으로 열심히 일하고 신뢰할 수 있다. 극단적으로 보면, 그들은 "일 중독자", 완벽주의자, 강박적인 행동을 할 수도 있다. 성실성 점수가 낮은 사람들은 여유가 없고 목표 지향성이 낮으며 성공에 대한 추진력이 떨어지는 경향이 있다. 또한 반사회적, 범죄적 행동에 가담할 가능성도 더 높다.

## 성격 모델
성실성은 경험에 대한 개방성, 성실성, 외향성, 우호성 및 신경증으로 구성된 빅 5 성격 모델(5요인 모델 또는 OCEAN이라고도 함)의 5가지 주요 차원 중 하나이다. 이러한 특성을 평가하는 많은 성격 테스트 중 두 가지는 코스타(Costa)와 맥크래(McCrae)의 NEO PI-R 및 골드버그의 NEO-IPIP이다. 이러한 모델에 따르면 성실성은 사람의 범주적인 "유형"이 아니라 성격의 연속적인 차원이다.
NEO 프레임워크에서 성실성은 역량, 질서, 의무, 성취 노력, 자기 훈련 및 심의의 6가지 측면을 갖는다. 다른 모델은 두 가지 "측면"의 작은 집합을 제안한다. 질서와 근면은 조직의 중간 수준을 형성하며, 질서는 물건을 정리하고 깔끔하게 유지하려는 욕구와 관련이 있으며 근면은 생산성 및 직업 윤리와 더 관련이 있다.
다른 성격 특성((낮음) 외향성, (높음) 친화성, (낮음) 개방성 및 (낮음) 신경증)은 충동 조절과 함께 높은 성실성과 연결된다. 낮은 성실성은 자신이 성취하고 싶은 일을 수행하도록 동기를 부여하지 못하는 것과 관련이 있다.
성실성은 클로닝거의 기질(Cloninger's Temperament) 및 성격 목록(Character Inventory)과 같은 다른 성격 모델에서도 나타나며, 이는 자기주도성 및 끈기와 관련이 있다. 규칙 의식과 완벽주의의 특성은 카텔(Cattell)의 16 PF 모델에 포함되어 있다. 이는 주커만(Zuckerman)의 대안 5 모델에서 충동적인 감각 추구와 부정적으로 연관되어 있다.
성실성과 관련된 특성은 다양한 기업이 예비 직원에게 제공하는 자기 보고 성실성 테스트를 통해 자주 평가된다.

## 같이 보기
- 성격심리학